# Belagerungsturm
Ein Belagerungsturm (auch Wandelturm) wurde von den Belagerern einer Burg oder sonstigen Befestigung gebaut, um mit den eigenen Truppen die gegnerischen Mauern zu überwinden. Belagerungstürme waren meist mehrstöckige Holzkonstrukte auf Rädern oder Rollen, die von den Belagerern vor Ort angefertigt wurden. Belagerungstürme maßen typischerweise 5 m bis 15 m in der Seitenlänge und konnten bis zu 40 m hoch sein. Es gab sie bereits im Altertum. Auch Belagerungstürme auf Schiffen sind bereits um das Jahr 1000 überliefert.

## Angriff mit Belagerungstürmen
Über Leitern kletterten die Angreifer auf die oberen Plattformen des Belagerungsturmes. Die oberste Plattform, auf der sich Bogen- sowie Armbrustschützen befanden, war dabei höher als der anzugreifende Mauerabschnitt. Sie konnte mitunter fehlen. Die darunter befindliche Ebene, als eigentliche Sturmebene, war so angelegt, dass man von hier die Mauerkrone übersteigen konnte (Daher der mittelalterliche Begriff Ebenhöh für den Belagerungsturm). Sie wurden allmählich der Festungsmauer genähert, wobei man im Unterbau des Turmes Winden einsetzte, die durch menschliche oder tierische Muskelkraft bewegt wurden. Hier kamen auch häufig Sturmböcke zum Einsatz. Währenddessen schossen von den oberen Plattformen Bogen- und Armbrustschützen auf die Mauerbesatzung. Die Soldaten hinter und in dem Belagerungsturm waren meist durch massive Seiten- und Vorderwände geschützt.
Gegen Brandpfeile konnten Belagerungstürme mit nassen Fellen, gegerbten Tierhäuten oder auch nur ständige Befeuchtung geschützt sein. Wie bei der Belagerung von Akkon (1189–1191) geschehen, wurde die brandhemmende Ummantelung der drei eingesetzten Türme aus Wassermangel durch menschlichen Urin getränkt. Diese übelriechenden Konstruktionen wurden von den verteidigenden Muslimen dennoch mittels ausgeklügelter Brandtechnik vernichtet.
Wenn der Belagerungsturm die gegnerische Mauer erreicht hatte, wurde eine Art einfache Zugbrücke heruntergelassen und die im Turm befindlichen Soldaten konnten die Mauer erstürmen, während die Schützen auf der oberen Plattform weiterhin auf die Verteidiger schossen. Die Zugbrücke scheint allerdings erst zu Ende des Hochmittelalters aufgekommen zu sein; in den Chroniken zu den Feldzügen Friedrich Barbarossas in Italien wird sie jedenfalls als eine Besonderheit beschrieben.

Abbildungen
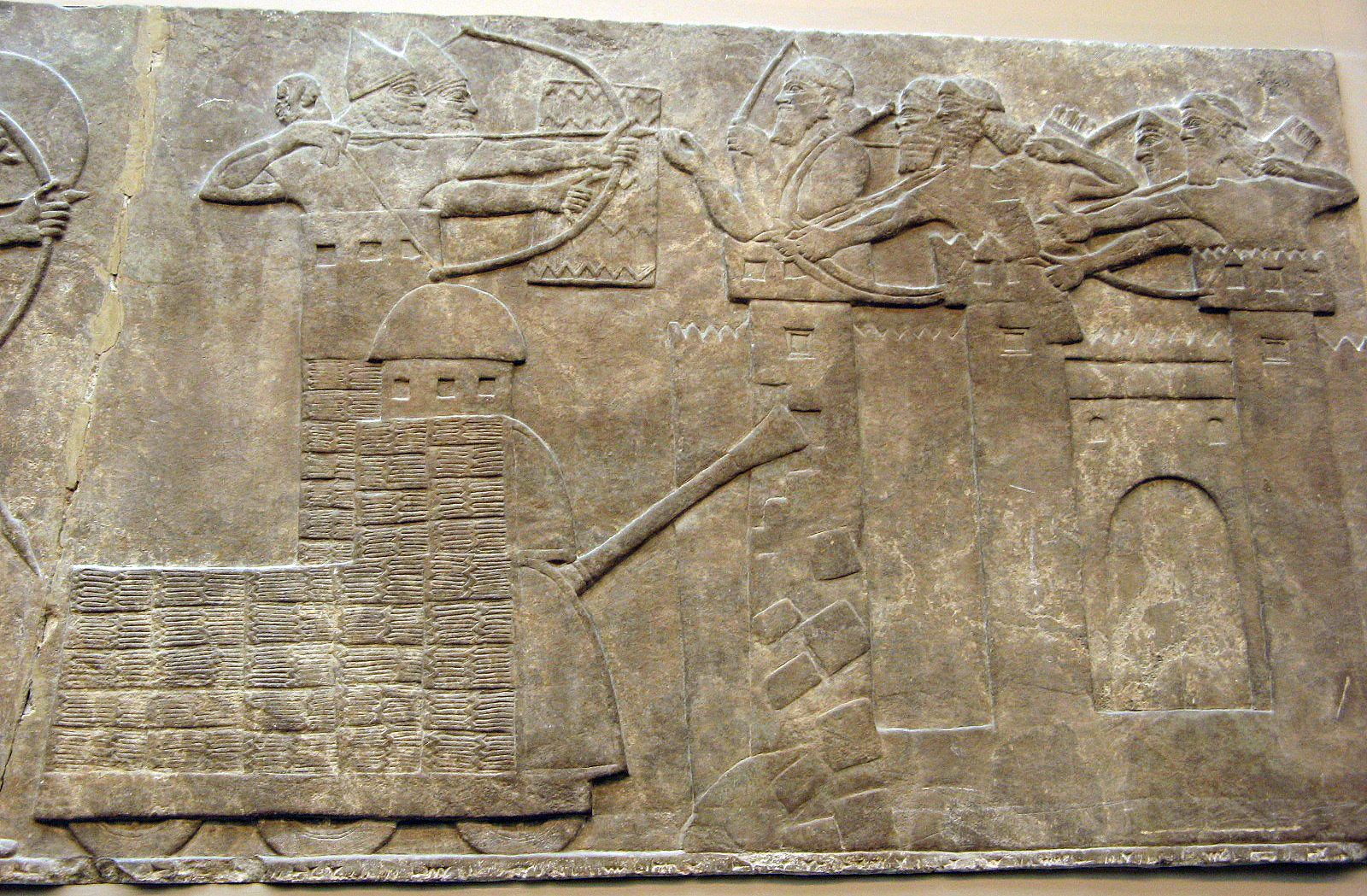
Assyrisches Relief, Nordwest-Palast von Nimrud (Raum B, Tafel 18); 865–860 v. Chr.
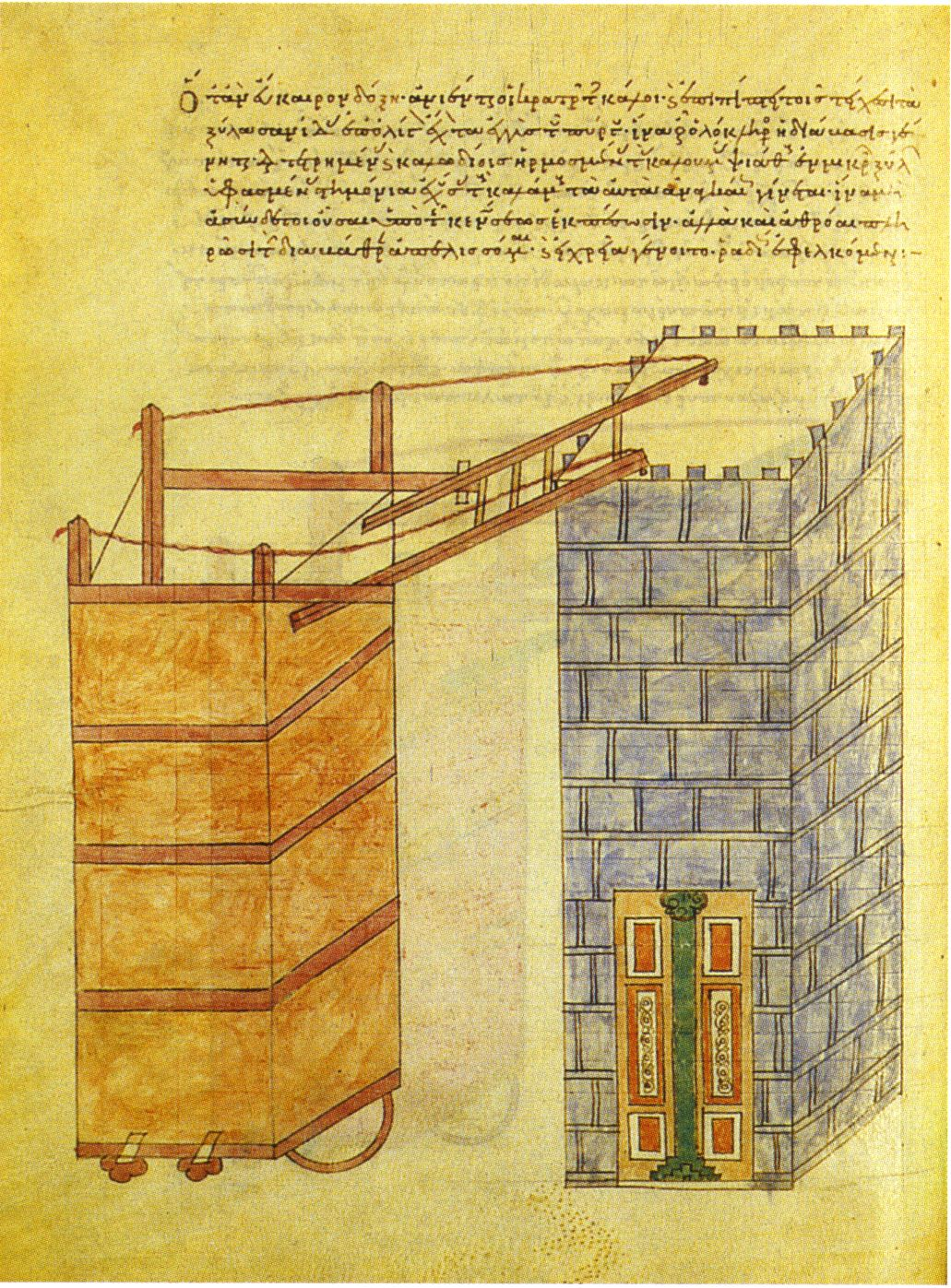
Apollodor von Damaskus, Poliorketika 170: Belagerungsturm mit Fallbrücke. Abbildung in der Handschrift Paris, Bibliothèque Nationale, Graec. 2442, fol. 97v (11./12. Jahrhundert)
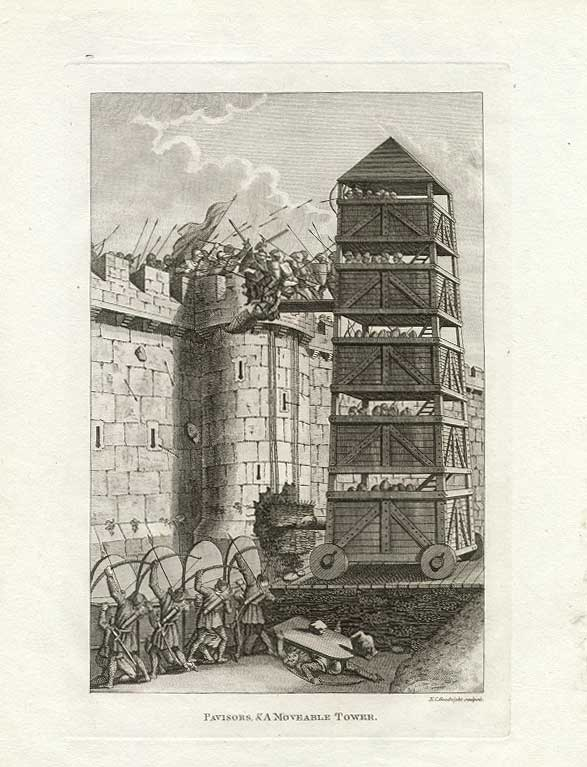
Belagerungsturm im mittelalterlichen England
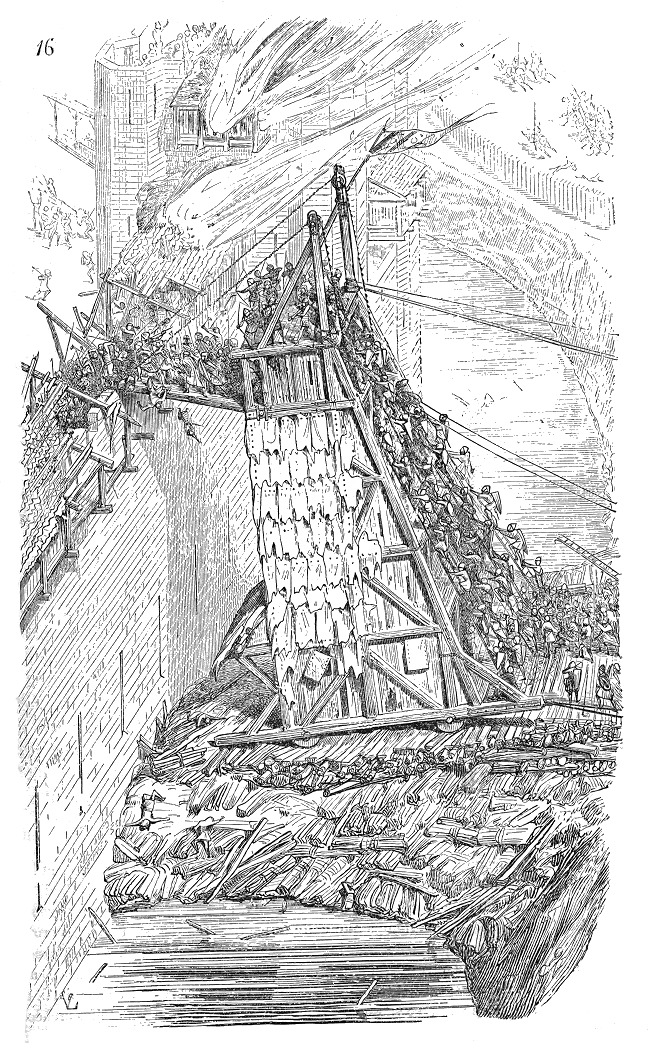
Angriff mit einem Belagerungsturm in einer Darstellung des 19. Jahrhunderts

## Verteidigung gegen Belagerungstürme
Den Belagerten standen folgende Möglichkeiten zur Abwehr eines Angriffes mit Belagerungstürmen zur Verfügung:
- Ein Burggraben konnte Belagerungstürme auf Distanz halten.
- Belagerungsturm in Brand schießen (Falarika, Brandpfeile, Brandtöpfe)
- Belagerungsturm mit harten Geschossen zerstören (Katapulte)
- die schiebende Besatzung angreifen (Pfeile, Gegenangriff/Ausfall)
- Belagerungsturm stürzen (versteckte Gräben oder Stollen vor der Mauer)